# John Isaac Briquet
John Isaac Briquet (Genebra, 13 de março de 1870 – Genebra, 26 de outubro de 1931) foi um botânico suíço.

## Biografia
Era filho de um empresário e filantropo, Édouard e de Lucie Amélie Bosson. Briquet estudou em Genebra e em Berlim. Se casou em  1896 com Esther Cuchet. Recebeu seu doutorado em 1891, tornando-se curador do Jardim botânico de Genebra em1896, para logo dirigi-lo de 1906 a 1931. Além de amplia-lo, dotou-o de numerosas espécies, permitindo a elaboração de trabalhos sobre taxonomia vegetal e história das ciências. Contribuiu imensamente na adoção das regras de nomenclatura botânica por suas publicações, notadamente em Recueil Synoptique de 1930.

## Trabalhos selecionados

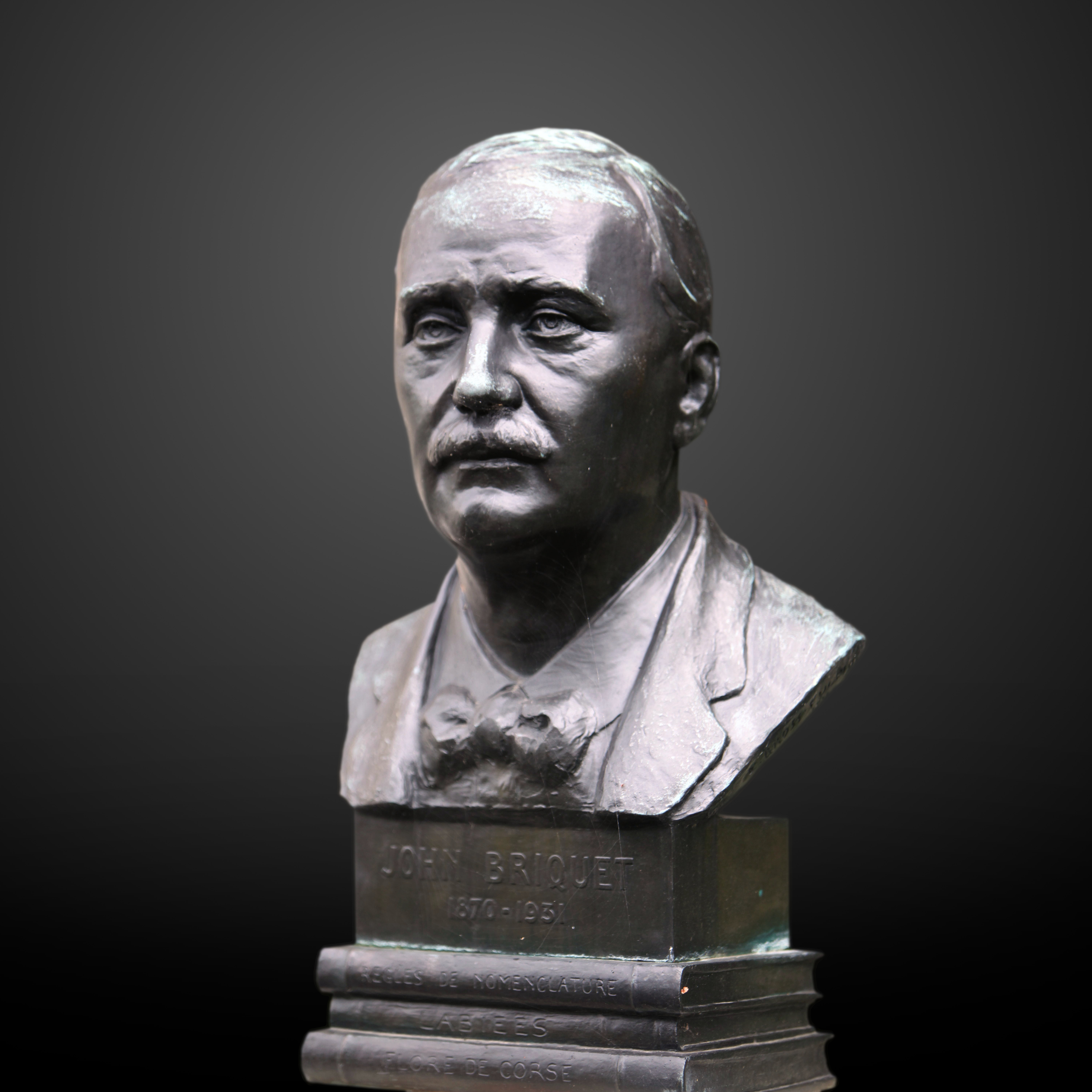
Busto de John Isaac Briquet de Elisabeth Gross-Fulpius, em exibição no Conservatório e Jardim Botânico da Cidade de Genebra.

- Flore des Alpes Maritimes, 7 volumes (com Émile Burnat e François Cavillier); 1892–1931; Flora dos Alpes Marítimos.
- Monographie du genre Galeopsis, 1893 – Monografia sobre o gênero Galeopsis.
- Études sur les Cytises des Alpes maritimes, 1894 – Estudos de Cytisus dos Alpes Marítimos.
- Biographies de botanistes suisses, 1906 – Biografias de botânicos suíços.
- Prodrome de la flore Corse, comprenant les résultats botaniques de six voyages exécutés en Corse sour les auspices de M. Emile Burnat, 1910  (com René Verriet de Litardière ) – Prodome da flora da Córsega.[3]